# Auma-Weidatal
Auma-Weidatal is een stad en tegelijkertijd een Landgemeente in de Landkreis Greiz in de Duitse deelstaat Thüringen. Het bestuur zetelt in de voormalige stad Auma.

## Geografie
De stad ligt in het zuidwesten van de Landkreis Greiz. In het noorden grenzen de gemeente Harth-Pöllnitz, in het noordoosten de gemeenten Steinsdorf en Hohenleuben van de Verwaltungsgemeinschaft Leubatal alsmede in het oosten en zuiden de stad Zeulenroda-Triebes aan Auma-Weidatal. In het westen grenzen de gemeenten Tegau, Dittersdorf, Tömmelsdorf, Triptis en Mittelpöllnitz in de Saale-Orla-Kreis.

## Stadsindeling
De stad Auma-Weidatal is opgedeeld in vijf Ortschaften, die gebaseerd zijn op de oorspronkelijke gemeenten van de stad met hun Ortsteilen:
- Auma met de Ortsteilen Gütterlitz, Krölpa, Muntscha, Untendorf, Wenigenauma en Zickra
- Braunsdorf met het Ortsteil Tischendorf
- Göhren-Döhlen met de Ortsteilen Döhlen en Göhren
- Staitz
- Wiebelsdorf met de Ortsteilen Pfersdorf en Wöhlsdorf

## Geschiedenis
De burgemeester van de stad Auma alsmede van de gemeenten Braunsdorf, Göhren-Döhlen, Staitz en Wiebelsdorf ondertekenden op 13 januari 2011 het verdrag over de vorming van een Landgemeente. De vijf gemeenten vervulden sinds 1996 gezamenlijk met drie anderen hun bestuurstaken in de Verwaltungsgemeinschaft Auma-Weidatal. Op 1 december 2011 volgde de fusie van de vijf gemeenten.